# Labrus merula
Labrus merula là một loài cá biển thuộc chi Labrus trong họ Cá bàng chài. Loài này được mô tả lần đầu tiên vào năm 1758.

## Từ nguyên
Từ định danh của loài trong tiếng Latinh có nghĩa là "chim hoét", có lẽ hàm ý đề cập đến màu xanh đen trên cơ thể của cá trưởng thành.

## Phạm vi phân bố và môi trường sống
L. merula có phạm vi phân bố ở Đông Bắc Đại Tây Dương. Loài này được ghi nhận từ bờ biển Bồ Đào Nha trải dài về phía nam đến Bắc Maroc, bao gồm quần đảo Açores ở ngoài khơi; ở phía đông, loài này có mặt gần như khắp Địa Trung Hải (trừ biển Levant).
L. merula sống xung quanh các mỏm đá ngầm, trong các thảm rong tảo và cỏ biển ở độ sâu đến 50 m.

## Mô tả
L. merula có chiều dài cơ thể tối đa được ghi nhận là 45 cm, nhưng chiều dài thường được quan sát là 30–40 cm. Loài này thuần thục sinh dục khi được 2 tuổi, với chiều dài cơ thể đo được trong khoảng 15–20 cm.
Cơ thể cá trưởng thành màu xanh lam thẫm, đôi khi có màu xanh lục sẫm hơi nâu. Cá nhỏ thường có màu xanh lục hơi nâu hoặc màu nâu vàng, lốm đốm trắng. Vây lưng, vây hậu môn và vây đuôi được viền bằng sọc xanh óng, thường lốm đốm xanh trên đầu. 

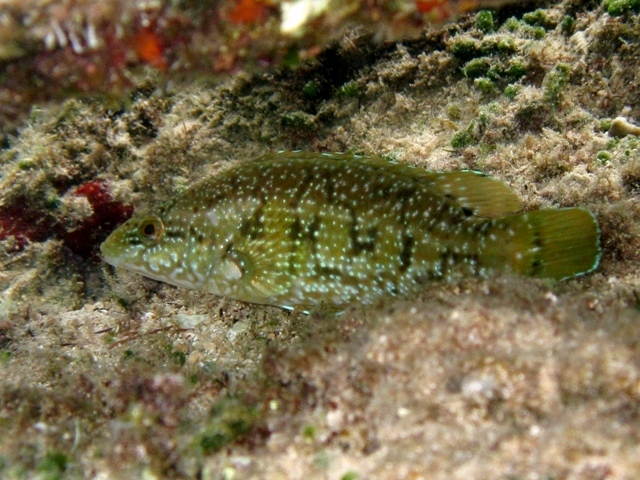
Cá đang trưởng thành

Số gai ở vây lưng: 17–19; Số tia vây ở vây lưng: 11–14; Số gai ở vây hậu môn: 3; Số tia vây ở vây hậu môn: 8–12.

## Hành vi và tập tính
Thức ăn của L. merula là các loài động vật giáp xác và động vật thân mềm (bao gồm cả nhím biển). Cá con sống thành từng đàn, trong khi cá lớn hơn có xu hướng sống đơn độc.
Cá cái đẻ trứng trong một cái tổ rong tảo được dựng bởi cá đực, trứng được chăm sóc và bảo vệ bởi cá đực. Mùa sinh sản của loài này diễn ra từ tháng 2 đến tháng 5.